# لي غودوين
لي غودوين (بالإنجليزية: Lee Goodwin)‏ هو لاعب كرة قدم بريطاني، ولد في 5 سبتمبر 1978 في ستيبني في المملكة المتحدة. لعب مع وست هام يونايتد.

## وصلات خارجية
- لي غودوين على موقع قاعدة بيانات كرة القدم.إي يو (الإنجليزية)
- لي غودوين على موقع Soccerbase.com (لاعب) (الإنجليزية)